# Josep Sebastià Pons
Josep Sebastià Pons i Trainier (Ille-sur-Têt, Rosellón, 5 de noviembre de 1886-ibídem, 25 de enero de 1962) fue un escritor rosellonés y catedrático de Lengua y Literatura Españolas. Es autor de algunas obras de erudición y narraciones menores en francés, aunque la mayor parte de su creación literaria, principalmente poética, la escribió en catalán.

## Vida
Hijo de familia campesina, tal condición tiene gran influencia en su obra literaria. Estudió español en Perpiñán y Montpellier. En 1905 marchó a Madrid a proseguir sus estudios y allí permaneció un año, llegando a conocer a Unamuno y Machado. Una breve estancia en Barcelona en 1910 lo puso en contacto con los círculos literarios catalanes, haciendo entre ellos buenas y duraderas amistades. La lectura del poema Canigó de Verdaguer influyó en él y en 1911 publicó su primer libro de poemas en catalán: Roses i xiprers.
Luchando en la I Guerra Mundial cayó prisionero y pasó la mayor parte del conflicto recluido en un  campo de prisioneros en Curlandia, hechos cuyo eco resuena en los versos de L'estel de l'escamot (1921).
Entre 1924 y 1936 escribió la crónica «Lettres catalanes» en el Mercure de France. Fue miembro del Instituto de Estudios Catalanes.
En 1929 presentó su tesis doctoral, La litterature catalane en Roussillon au XVIIe et XVIIIe siècles. Dedicó toda su vida profesional extraliteraria a la docencia: fue profesor de instituto en Guéret, Foix y Angulema, y entre 1935 y 1953 catedrático de Lengua y Literatura Españolas en la Universidad de Tolosa.
En 1937 falleció su esposa, Helena, constantemente presente en su obra.

## Obra literaria
Escribió en francés numerosos estudios sobre filología hispánica (Ramon Llull, Bernat Metge, Jaume Roig, Verdaguer, Garcilaso de la Vega, Lope de Vega, Cervantes, arcipreste de Hita...) y también un libro de narraciones (Concert d'été, 1950). Pero toda su producción poética, por la que es reconocido, fue escrita en catalán y siempre fue bien apreciada en Cataluña.. Las ediciones que de ella aparecieron en francés, sin embargo, no tuvieron apenas repercusión. También publicó en catalán pequeñas obras dramáticas y un libro de narraciones.
Dejó inéditas y escritas en francés sus memorias, que serían publicadas en catalán en 1977: L'ocell tranquil. Narració autobiogràfica.

### Obras
- 1911: Roses i xiprers. Poesía en catalán.
- 1919: El bon pedrís. Poesía en catalán.
- 1921: L'estel de l'escamot. Poesía en catalán. Edición en francés.
- 1922: La font de l'Albera. Teatro en catalán. Escrito en colaboración con Gustave Violet y música de Enric Morera.
- 1923: Amor de pardal. Teatro en catalán.
- 1925: Canta perdiu. Poesía en catalán.
- 1930: El singlar. Teatro en catalán.
- 1930: L'aire i la fulla. Poesía en catalán.
- 1937: Cantilena. Poesía en catalán. Edición en francés.
- 1950: Conversa. Poesía en catalán. Edición en francés.
- 1950: Concert d'été. Relatos en francés.
- 1952: Misteri de Sant Pere Urseol. Breve pieza dramática escrita en catalán, sobre un episodio contado por Verdaguer en Canigó, con música de Pau Casals.[4]
- 1956: El llibre de les set sivelles. Relatos en catalán.
- 1960: Canta perdiu. Reedición de la obra, con una sección añadida de poemas inéditos titulada "Contrapunt".[6]
- 1966: Cambra d'hivern. Poesía en catalán. Edición en francés.
- 1977: L'ocell tranquil. Narració autobiogràfica. Versión catalana de sus memorias en francés.